# New York Stock Exchange
New York Stock Exchange (NYSE) er verdens største børs og aktiemarked, beliggende på Wall Street i New York.
Handel på New York-børsen, i modsætning til elektroniske børser som NASDAQ, indebærer altid kommunikation ansigt til ansigt på en post i børsen. Medlemmer af børsen, som er interesseret i at købe og sælge en bestemt aktie på vegne af en investor, samler sig omkring aktiens handelspost på børsgulvet. 
En mægler, som arbejder for et af børsens medlemsselskaber (altså en der ikke er ansat af børsen), optræder som auktionarius i et åbent udråbsmarked for at bringe købere og sælgere sammen og håndtere den faktiske auktion. Mægleren kan efter behov gøre handelen lettere ved at sætte egne penge på handelen (omkring 10% af tilfældene) og naturligvis ved at sprede information til tilhørerne som bringer køber og sælger sammen.
Kurser for ethvert selskab der er noteret på børsen, er offentligt tilgængelig kontinuerligt. Børsen viser også indekser for brancher og markeder. De mest kendte er Dow Jones og S&P500.

## Fakta
- Børsen åbner 09.30 og lukker 16.00 New York tid. Hvilket er kl. 15.30 til 22.00 dansk tid. Den danske børs er åben fra 9.00 til 17.00.
- Omkring 2800 virksomheder er listet på børsen.
- Markedsværdien er omkring 19,7 billioner dollar.